# Сан-Прері (містечко, Вісконсин)
Сан-Прері (англ. Sun Prairie) — місто (англ. town) в США, в окрузі Дейн штату Вісконсин. Населення — 2391 особа (2020).

## Демографія
Згідно з переписом 2010 року, у місті мешкало 2326 осіб у 826 домогосподарствах у складі 656 родин. Було 867 помешкань
Расовий склад населення:
| - 90,5 % — білих - 4,2 % — азіатів - 2,1 % — чорних або афроамериканців - 0,4 % — корінних американців - 2,1 % — осіб інших рас |

До двох чи більше рас належало 0,7 %. Частка іспаномовних становила 4,3 % від усіх жителів.
За віковим діапазоном населення розподілялося таким чином: 26,8 % — особи молодші 18 років, 62,9 % — особи у віці 18—64 років, 10,3 % — особи у віці 65 років та старші. Медіана віку мешканця становила 41,6 року. На 100 осіб жіночої статі у місті припадало 106,4 чоловіків;  на 100 жінок у віці від 18 років та старших — 106,7 чоловіків також старших 18 років.
Середній дохід на одне домашнє господарство  становив 86 336 доларів США (медіана — 78 167), а середній дохід на одну сім'ю — 89 718 доларів (медіана — 78 583). Медіана доходів становила 51 181 долар для чоловіків та 48 393 долари для жінок. За межею бідності перебувало 10,8 % осіб, у тому числі 15,9 % дітей у віці до 18 років та 4,9 % осіб у віці 65 років та старших.
Цивільне працевлаштоване населення становило 1313 осіб. Основні галузі зайнятості: освіта, охорона здоров'я та соціальна допомога — 21,5 %, будівництво — 12,8 %, виробництво — 10,1 %, науковці, спеціалісти, менеджери — 9,2 %.